# Specklinia trichyphis
Specklinia trichyphis är en orkidéart som först beskrevs av Heinrich Gustav Reichenbach, och fick sitt nu gällande namn av Carlyle August Luer. Specklinia trichyphis ingår i släktet Specklinia och familjen orkidéer. Inga underarter finns listade i Catalogue of Life.